# Джуліо Натта
Джуліо́ На́тта (італ. Giulio Natta; 26 лютого 1903, Імперія — 2 травня 1979, Бергамо) — італійський хімік-органік. Іноземний член АН СРСР (1966). Нагороджений Великою золотою медаллю ім. М. В. Ломоносова (1969).

## Біографія
У 1924 році закінчив Міланський технічний університет; з 1925 року працював там же асистентом. З 1927 року — професор загальної хімії. У 1933—1935 роках — директор інституту загальної хімії при університеті в Павії. У 1935—1937 роках — декан фізико-хімічного факультету Римського університету. З 1938 року — директор інституту промислової хімії при Міланському технічному університеті.

## Основні роботи
Перші наукові роботи Натта були присвячені вивченню структур твердих тіл, в тому числі структур каталізаторів і деяких органічних полімерів. У 1938 році почав дослідження, пов'язані з виробництвом синтетичного каучуку, і вперше здійснив поділ бутадієна і бутена-1. У 1954 році відкрив метод стереоспеціфічної полімеризації. У 1957 році завдяки дослідженням Натта на промисловій установці отримано ізотактичний поліпропілен. Результатом інших його робіт стало створення нових типів еластомерів. Внесок Натта і його школи в хімію полімерів полягає у відкритті нового класу полімерів з впорядкованою структурою — стереорегулярних полімерів.

## Нобелівська премія
У 1963 році отримав Нобелівську премія з хімії спільно з німецьким хіміком Карлом Ціглером: «За відкриття у галузі хімії та технології високомолекулярних полімерів»